# Carcinoma ductal invasivo sem outra especificação
Os carcinomas ductais invasivos sem outra especificação são o maior grupo dos carcinomas invasivos que causam cancros da mama. A designação deve-se à ausência de características diferenciadoras. Os carcinomas que apresentam estas características pertencem a tipos específicos. Neste grupo incluem-se os carcinomas pleomórficos, os carcinomas com células gigantes do tipo osteoclástico, os carcinomas com características de coriocarcinoma e os carcinomas com características melanóticas. Trata-de de um diagnóstico de exclusão, o que significa que para ser feito um diagnóstico de carcinoma ductal invasivo, todos os tipos particulares devem ser excluídos.